# Минутоли, Генрих
Генрих Мену фон Минутоли (Johann Heinrich Karl Menu von Minutoli, 1772—1846) — прусский генерал-лейтенант, наставник принца Карла, исследователь, антиквар, путешественник и археолог. 

## Биография
Семья фон Минутоли происходила из Лукки, в 17 веке эмигрировала в Швейцарию. Родился в Женеве в семье Даниэля фон Минутоли (1732–1811) и его жены Изабель, урожденной фон Лукаду (1739–1816).
Генрих Меню фон Минутоли сначала получал частные уроки, затем посещал среднюю школу в Карлсруэ с 1782 по 1784 год, затем обучался военному делу у австрийского капитана-инженера и поступил на военную службу в 1786 году в возрасте четырнадцати лет благодаря вмешательству своего дяди Людвига Морица фон Лукаду, прусского капитан, а затем генерал-майора прусской армии. Два года он служил бомбардиром в корпусе полевой артиллерии, а с 1789 года проходил офицерскую подготовку в фузилерном батальоне «фон Легат», дислоцированном под Магдебургом. Поскольку кадетская подготовка не удовлетворяла его интеллектуально, он за это время выучил также греческий, латынь, итальянский и английский языки. 17 мая 1790 года Минутоли был произведен в подпоручики. Он принял участие в кампании против Франции в 1792/93 году, сражался при Пирмазенсе, при Шенцеле и при штурме Битча. Он был серьезно ранен и до конца жизни не мог полностью использовать правую руку.
В 1794 году он был произведён штабс-капитаном и назначен учителем и инструктором дворянского кадетского корпуса в Берлине, а с 1797 года - начальником обучения. Наряду с Эрнстом фон Рюхелем, Герхардом фон Шарнхорстом, Альбрехтом Карлом фон Хаке, Георгом Людвигом фон Рейнбабеном, Фридрихом Вильгельмом Карлом фон Адеркасом, братьями Рейнгольдом и Морицем фон Шёлерами, профессорами Кристианом Куфалем и Кристианом Августом Штютцером он был одним из основателей Военного общества. Общество. Наряду с генералом фон Рюхелем он был одним из первых сторонников всеобщей воинской повинности.
В 1810 году король Фридрих Вильгельм III назначил его воспитателем девятилетнего принца Карла. Эту должность он занимал до 11 марта 1820 года.

### Экспедиция в Египет
Минутоли очень интересовался древностью. В 1820 году прусское государство поручило ему возглавить экспедицию в Египет для сбора экспонатов для создания соответствующего музея в Берлине.
Среди прочих его сопровождали естествоиспытатели Вильгельм Фридрих Гемприх, Кристиан Готфрид Эренберг и архитектор Людвиг Теодор Лиман (1788–1820). Другим спутником был востоковед и теолог Иоганн Мартин Августин Шольц, который отделился от экспедиции в Александрии и отправился в Каир.
Минутоли участвовал в исследовании гробницы Рамсеса II и считал себя первым европейцем, получившим сюда доступ. Мумия в гранитном саркофаге с черепом, украшенным золотом, положила начало коллекции. С помощью ученых и местных исследователей Минутоли смог приобрести огромное количество исторических предметов периода фараонов (на что ему была выделена крупная сумма денег). Он упаковал все предметы в 97 деревянных ящиков и вместе со своими товарищами отправился в Александрию. Лиман умер по прибытии в Александрию 13 декабря 1820 года.
В Александрии предметы искусства были погружены на корабли, которые доставили их в Триест. В Италии находки были разделены, двадцать ящиков были доставлены в Берлин по суше на телегах, остальные, 97 ящиков, были погружены на только что построенный трехмачтовый барк «Готфрид» и под руководством капитана отправились морским путем через Средиземное море в Гамбург. Путешествие заняло около 100 дней, что по тем временам было необычно долго. В Северном море поднялся сильнейший шторм. Корабль вскоре оказался посреди шторма, и в ночь на 12 марта 1822 года разбился возле многочисленных песчаных отмелей на Нордерстреме.
Груз, часть которого была очень тяжелой, затонул. Более легкий груз, такой как деревянный ящик с мумией, был найден на пляже несколько дней спустя рыбаками, которые, опасаясь проклятия мумии, не трогали находки и не продавали их. Были найдены и вскрыты и другие выброшенные коробки, а их содержимое оказалось на аукционе в Гамбурге. Интерес к оригинальным предметам, особенно мумиям, периода фараонов только что вошел в моду, и поэтому нашлись богатые покупатели. Эта новость вскоре распространилась по всей стране. Оставшийся груз поднять не удалось, хотя с момента затопления предпринимались многочисленные попытки. Проблема заключалась в том, что точное место затопления определить не удалось.
Уцелевшие коллекции Минутоли приобретены для Египетского музея в Берлине. Находки, перевезенные по суше, благополучно добрались до Берлина, и король Пруссии купил их за 22 000 талеров. Это создало основу для нового Египетского музея в Берлине.

### Дальнейшая деятельность
В  1832 году в Берлине Генрих фон Минутоли опубликовал перевод на немецкий язык (с английского варианта) оригинальной испанской рукописи капитана дона Антонио дель Рио и доктора Поля Феликса Кабреас: Teatro Crito Americano, или Решение великих исторических проблем населения Америки «вместе с аргументирующим списком и 14 пояснительными табличками, изображающими Паленкешен, Деппешен и другие американские древности, имеющиеся в местной Кунсткамере».
В 1832 году Минутоли был избран почётным членом Прусской академии наук, вскоре был уволен в звании генерал-лейтенанта и удалился в поместье недалеко от Лозанны.
Он умер в Берлине 16 сентября 1846 года и был похоронен на Старом гарнизонном кладбище в Берлин-Митте.

## Награды

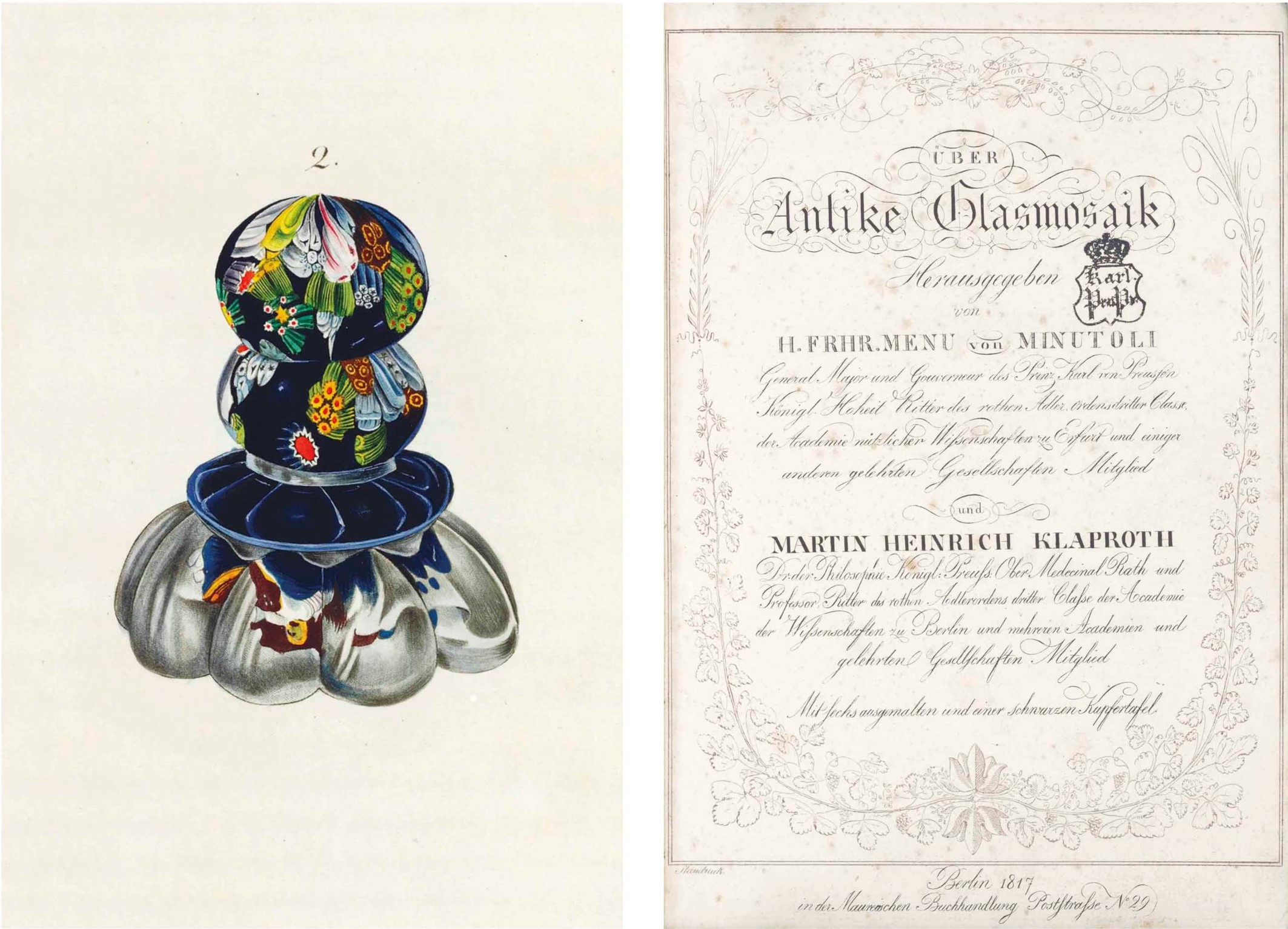
Титульный лист издания «Über antike Glasmosaik» (Берлин, 1817) из книг принца Карла Прусского

- Орден Святого Иоанна Иерусалимского (1820)[4]
- Орден Красного орла 3-го класса (1817)
- Орден Красного орла 2-го класса c дубовыми листьями[5]
- Орден Красного орла 2-го класса со звездой (1834)[6][7]
- Орден Красного орла 1-го класса c дубовыми листьями[8] (2 декабря 1845)

## Публикации
- «Reise zum Tempel des Jupiter Ammon und nach Oberägypten» (Берлин, 1824, с атласом; «Дополнения», Б., 1827),
- «Über antike Glasmosaik» (Берлин, 1814),
- «Über die Anfertigung und Nutzanwendung der farbigen Gläser bei den Alten» (Берлин, 1837),
- «Friedrich und Napoleon» (Б., 1840),
- «Beiträge zu einer künftigen Biographie Friedrich Wilhelms III» (Б. 1843—44),
- «Militärische Erinnerungen» (Б., 1845),
- «Der Feldzug der Verbündeten in Frankreich 1792» (Б., 1847).

## Семья
В 1801 году Минутоли женился на Шарлотте фон Вольдек (1781–1863), дочери генерал-лейтенанта Александра Фридриха фон Вольдека (1720–1795) и его жены Луизы Эрнестины фон Вельциен (1766–1834). В 1812 году семейная пара Генрих и Шарлотта мирно развелись. В семье родилось три сына:
- Адольф фон Минутоли[нем.] (1802–1848) — маршал суда в Майнингене.
- Юлиус фон Минутоли[нем.] (1804–1860) — начальник берлинской полиции и посланник при персидском дворе.
- Александр фон Минутоли[нем.] (1806–1887) — прусский государственный служащий, коллекционер произведений искусства, основатель первого в мире музея декоративного искусства (1844).

В 1820 году он женился в Триесте на графине Вольфардине фон дер Шуленбург (1794—1868), которая сопровождала его в экспедиции в Египет и написала отчет о путешествии «Souvenirs d’Egypte» (Париж, 1826; немецкий перевод Лейпциг, 1829), который появился в нескольких переводах.